# 堀江信彥
堀江信彥（日语：堀江 信彦，1955年8月17日—），日本男性雜誌編輯者、實業家。出身於熊本縣。

## 來歷
堀江信彥畢業於熊本縣立熊本高等學校、早稻田大學法學部。1979年於大學畢業後，立即進入大型漫畫雜誌出版社集英社上班。然後以《週刊少年Jump》的編輯一職，提攜過江口壽史、原哲夫、北條司及次原隆二等人。
1993年，就任《週刊少年Jump》第5任總編。就任期間，《週刊少年Jump》1995年3·4號發行的時候當時創下了653萬本的史上最高銷售記錄。此時，堀江打算乘勝追擊，成立Jump新人海賊杯獎項以培育出新生代作家為目標。但這企劃只是一時性的，同年《七龍珠》連載完結、《週刊少年Jump》的銷售量因此迅速下降，最後在1996年終止。
1996年，堀江轉任集英社旗下另一本雜誌《MEN'S NON-NO》總編。翌年1997年，又轉任《BART》總編。
2000年，堀江在《BART》休刊之際，與原哲夫、北條司一起離開集英社，成立新的漫畫雜誌出版社株式會社Coamix，就任代表董事至今。並在次年2001年發行《週刊Comic Bunch》創刊號的日子兼任該雜誌的編輯至2004年。同年，就任Coamix旗下版權管理公司「株式會社North Stars Pictures」代表董事。2010年至2013年間曾任Coamix另一本旗下雜誌《月刊COMIC ZENON》總編輯。

## 人物
他以提攜過武論尊（原作）、原哲夫（作畫）的《北斗神拳》、北條司的《貓眼三姊妹》與《城市獵人》著名。2006年至2008年間在北斗神拳的新作動畫作品《真救世主傳說 北斗神拳》（2006年－2008年）負責過劇本，同時別名「北原星望（きたはら せいぼう）「負責過《CR花之慶次》系列主題歌的填詞。
而《城市獵人》漫畫登場的女主角槙村香這名字的定案由來就是來自堀江他女兒的名字。其他還有在ja津野丸つの丸的《熱鬥小馬》以鬍子牧場老闆崛江信彥的設定登場，以及漫畫中登場的賽馬「鬚子悠悠、鬚子旋風、鬍子龍」等重量級賽馬全部引退之後，鬍子牧場從此立即倒閉的設定就是來自堀江他擔任Jump總編的親身經歷。

## 相關項目
- Jump新人海賊杯（日语：ジャンプ新人海賊杯）
- 熊本縣出身人物列表（日语：熊本県出身の人物一覧）